# Theresa Milanollo
Theresa Milanollo (Savigliano, 28 agosto 1827 – Parigi, 25 ottobre 1904) è stata una violinista italiana.
Considerata una bambina prodigio, si esibì spesso in coppia con la sorella minore Maria Milanollo (1832-1848) in numerose tournée in Europa, formando uno dei duo violinistici più celebri del XIX secolo. Con la sua carriera contribuì a rendere il violino uno strumento più accettato anche per le donne.

## Biografia

### Infanzia e formazione
Theresa Milanollo nacque a Savigliano, nel Regno di Sardegna, figlia di Giuseppe Antonio Milanollo e Antonina Rizzo. Secondo la tradizione, il suo talento musicale si manifestò all'età di meno di quattro anni, quando rimase profondamente colpita dal suono del violino durante una cerimonia religiosa. Si racconta che, dopo aver ascoltato un violinista suonare in chiesa, la bambina fosse rimasta affascinata dal suono dello strumento e, al termine della funzione, imitasse con le mani il gesto dell’archetto.
Il padre, riconoscendo la sua predisposizione musicale, le procurò un violino su misura e la affidò al contrabbassista Giovanni Ferrero per i primi studi. A otto anni, fu mandata a Torino per studiare con Giovanni Morra e Maurizio Caldera. Il suo primo concerto pubblico avvenne a Savigliano, seguito nel 1836 da un’esibizione al teatro di Mondovì, che ricevette un'accoglienza entusiasta.

### L'inizio della carriera concertistica
Nel 1836, la famiglia Milanollo si trasferì in Francia. Dopo aver suonato a Marsiglia, Theresa si stabilì a Parigi, dove divenne allieva del violinista Charles-Philippe Lafont e iniziò le sue tournée in Francia, Belgio e Paesi Bassi. Nel 1837, si trasferì a Londra, dove studiò con Frédéric Mori e si esibì al Covent Garden e al King’s Theatre.
Tra il 1837 e il 1838, la sua carriera decollò rapidamente. Suonò con il violinista Anton Moeser e intraprese una tournée nel Regno Unito, ma subì anche una frode da parte dell'arpista Nicolas-Charles Bochsa, che trattenne i suoi guadagni senza versarli alla famiglia Milanollo.
Nel 1838, sotto la guida di Johann Strauss, iniziò a suonare regolarmente a Vienna e proseguì le sue tournée in Germania e nei Paesi Bassi.

### Il successo con Maria Milanollo
Nel 1839, la sorella minore Maria Milanollo si unì alle sue esibizioni. Il duo così formato ottenne un successo straordinario in tutta Europa. Tra il 1840 e il 1846, le sorelle Milanollo si esibirono in oltre mille concerti e furono acclamate in Francia, Germania, Inghilterra, Belgio e Austria.
Le loro esibizioni furono seguite da personalità illustri come Frédéric Chopin, il re Luigi Filippo di Francia, l'imperatrice Maria Anna d'Austria e i sovrani di Prussia e Paesi Bassi.
Nel 1841, Hector Berlioz recensì un concerto di Theresa sulla Revue et Gazette musicale de Paris, elogiando la sua precisione, la pulizia del suono e la maturità interpretativa.

### La morte di Maria e il cambiamento artistico
Il 21 ottobre 1848, Maria Milanollo morì di tubercolosi. La perdita segnò profondamente Theresa, che si ritirò temporaneamente dalle scene. Tornò poi a esibirsi, concentrandosi sulla musica da camera e sui concerti di beneficenza. Nel 1851, compose la Fantasia elegiaca op. 1 in memoria della sorella.

### Ultimi anni
Nel 1857, sposò il capitano Jean-Charles-Théodore Parmentier e ridusse progressivamente la sua attività pubblica. Tuttavia, continuò a organizzare concerti gratuiti per i poveri nelle città in cui il marito era di stanza, inclusa Costantina, in Algeria.
Il suo ultimo concerto pubblico risale al 1872. Morì a Parigi il 25 ottobre 1904 e fu sepolta nel cimitero di Père-Lachaise, accanto alla sorella Maria.

## Eredità
Theresa Milanollo contribuì a rendere il violino uno strumento accettato anche per le donne. Il suo repertorio includeva composizioni originali e trascrizioni, tra cui:
- Fantasia elegiaca, op. 1 (1851);
- Ave Maria, op. 2 (1860);
- Variazioni umoristiche, op. 5 e 6;
- Litanies de la Sainte Vierge, per coro e organo (composte con il marito).

Il suo nome è legato a due celebri strumenti: un Amati e uno Stradivari, oggi noti come Milanollo.
Nel testamento, lasciò borse di studio ai conservatori di Parigi e Milano, oltre a documenti e strumenti musicali donati alla sua città natale, Savigliano.